# Harrogate, Australien
Harrogate är en ort i Australien. Den ligger i kommunen Mount Barker och delstaten South Australia, omkring 38 kilometer öster om delstatshuvudstaden Adelaide. Antalet invånare är 320.
Närmaste större samhälle är Mount Barker, omkring 19 kilometer sydväst om Harrogate. 
Trakten runt Harrogate består till största delen av jordbruksmark. Runt Harrogate är det glesbefolkat, med 10 invånare per kvadratkilometer. Genomsnittlig årsnederbörd är 513 millimeter. Den regnigaste månaden är juni, med i genomsnitt 86 mm nederbörd, och den torraste är december, med 16 mm nederbörd.